# Тео Сент-Люс
Тео Сент-Люс (фр. Théo Sainte-Luce, нар. 20 жовтня 1998, Шоні, Франція) — французький футболіст гваделупського походження, фланговий захисник клубу «Монпельє».

## Ігрова кар'єра
Тео Сент-Люс є вихованцем футбольної школи клубу «Нім». З 2016 року футболіст почав грати за другу клубну команду у Національному дивізіоні. 
У квітні 2019 року футболіст дебютував у першій команді «Німа», коли вийшов на заміну в кінці матчу Ліги 1 проти «Ренна». Але стати повноцінним гравцем основи Сент-Люс не зумів і деякий час грав в оренді у клубах нижчих дивізіонів «Газелек» та «Ред Стар».
У травні 2022 року Сент-Люс підписав попередній контракт з клубом Ліги 1 «Монпельє». 1 липня офіційно став гравцем клубу. 7 серпня захисник дебютував у основі клубу і в першому ж матчі за нову команду відмітився забитим голом. 31 серпня отримав розрив хрестоподібної зв'язки і вибув з гри на шість місяців.